# 藤原知家
藤原 知家（ふじわら の ともいえ）は、鎌倉時代前期の公家・歌人。藤原北家末茂流、正三位・藤原顕家の子。官位は正三位・中宮亮。大宮三位入道等とも呼ばれる。新三十六歌仙の一人。

## 経歴
建久4年（1193年）従五位下に叙爵し、翌年美作守に任ぜられる。中務少輔・左兵衛佐・中宮亮などを歴任の後、承久元年（1219年）従三位に叙せられて公卿に列し、寛喜元年（1229年）には正三位に至る。嘉禎4年（1238年）病により出家し、蓮性と称した。
歌人としては始め藤原定家に師事し、『新古今和歌集』・『新勅撰和歌集』で勅撰集入集を果たすが、やがて葉室光俊らと共に御子左派への対抗勢力を形成。『蓮性陳状』によってその立場を主張した。

## 系譜
- 父：藤原顕家
- 母：源師兼の娘・院女房新大夫局
- 妻：不詳
  - 男子：九条行家（1223-1275）
  - 男子：藤原知輔
  - 男子：覚忠

## 作品
| 歌集名         | 作者名表記 | 歌数 | 歌集名         | 作者名表記 | 歌数 | 歌集名         | 作者名表記 | 歌数 |
| -------------- | ---------- | ---- | -------------- | ---------- | ---- | -------------- | ---------- | ---- |
| 千載和歌集     |            |      | 新古今和歌集   | 藤原知家   | 1    | 新勅撰和歌集   | 正三位知家 | 12   |
| 続後撰和歌集   | 正三位知家 | 19   | 続古今和歌集   | 正三位知家 | 32   | 続拾遺和歌集   | 正三位知家 | 17   |
| 新後撰和歌集   | 正三位知家 | 4    | 玉葉和歌集     | 正二位知家 | 1    | 続千載和歌集   | 正三位知家 | 4    |
| 続後拾遺和歌集 | 正三位知家 | 3    | 風雅和歌集     | 正三位知家 | 3    | 新千載和歌集   | 正三位知家 | 3    |
| 新拾遺和歌集   | 正三位知家 | 11   | 新後拾遺和歌集 | 正三位知家 | 5    | 新続古今和歌集 | 正三位知家 | 6    |

| 名称                 | 時期                     | 作者名表記 | 備考                                             |
| -------------------- | ------------------------ | ---------- | ------------------------------------------------ |
| 宜秋門院詩歌会       | 建仁3年（1203年）7月27日 |            |                                                  |
| 内大臣道家百首       | 建保3年（1215年）        |            |                                                  |
| 内裏名所百首         | 建保3年（1215年）        |            |                                                  |
| 内裏百番歌合         | 建保4年（1216年）        |            |                                                  |
| 中殿和歌御会         | 建保6年（1218年）        |            |                                                  |
| 道助法親王家五十首   | 建保6年（1218年）        |            |                                                  |
| 女御入内屏風和歌     | 寛喜元年（1229年）       |            |                                                  |
| 洞院摂政家百首       | 貞永元年（1232年）       |            |                                                  |
| 光明峯寺摂政道家歌合 | 貞永元年（1232年）       |            |                                                  |
| 日吉社歌合           | 嘉禎元年（1235年）奉納   |            | 『知家入道自歌合』とも。判は藤原定家。           |
| 新撰六帖題和歌       | 寛元2年（1244年）        |            | 家良・為家・知家・信実・光俊による題詠と相互加点 |
| 春日若宮社歌合       | 寛元4年（1246年）12月    |            | 判者                                             |
| 後嵯峨院歌合         | 宝治元年（1247年）頃     |            | 『蓮性陳状』の契機                               |

私家集
- 私家集は伝存しない。

歌論
- 『蓮性陳状』
  - 後嵯峨院歌合（1247年（宝治元年）頃）における為家の判に対して真っ向からの反論を試み、後嵯峨院に提出したもの。